# Bob la Jocurile Olimpice de iarnă din 2022
Probele sportive de bob la Jocurile Olimpice de iarnă din 2022 s-au desfășurat în perioada 4-20 februarie 2022 la Beijing, China, la Pista de bob, skeleton și sanie Xiaohaituo. Au avut loc patru probe, 2 la masculin și 2 la feminin, după ce CIO a introdus o a doua probă feminină în program.

## Programul probelor
Toate orele sunt ora Chinei UTC+8).
| Data         | Ora   | Probă                           |
| ------------ | ----- | ------------------------------- |
| 13 februarie | 09:30 | Simplu feminin - Seriile 1 și 2 |
| 14 februarie | 09:30 | Simplu feminin - Seriile 3 și 4 |
| 14 februarie | 20:15 | Dublu masculin - Serii 1 și 2   |
| 15 februarie | 20:05 | Dublu masculin - Seriile 3 și 4 |
| 18 februarie | 20:00 | Dublu feminin - Seriile 1 și 2  |
| 19 februarie | 09:30 | Patru masculin - Seriile 1 și 2 |
| 19 februarie | 20:00 | Dublu feminin - Seriile 3 și 4  |
| 20 februarie | 09:30 | Patru masculin - Seriile 1 și 2 |

## Sumar medalii

### Clasament pe țări
| Loc | Țară                       | Aur | Argint | Bronz | Total |
| --- | -------------------------- | --- | ------ | ----- | ----- |
| 1   | Germania                   | 3   | 3      | 1     | 7     |
| 1   | Statele Unite ale Americii | 1   | 1      | 1     | 3     |
| 2   | Canada                     | 0   | 0      | 2     | 2     |
|     | Total                      | 4   | 4      | 4     | 12    |

### Probe sportive
| Probă sportivă         | Aur                                                                                 | Aur     | Argint                                                                           | Argint  | Bronz                                                             | Bronz   |
| Dublu masculin detalii | Germania · Francesco Friedrich · Thorsten Margis                                    | 3:56,89 | Germania · Johannes Lochner · Florian Bauer                                      | 3:57,38 | Germania · Christoph Hafer · Matthias Sommer                      | 3:58,58 |
| Patru masculin detalii | Germania · Francesco Friedrich · Thorsten Margis · Candy Bauer · Alexander Schüller | 3:54,30 | Germania · Johannes Lochner · Florian Bauer · Christopher Weber · Christian Rasp | 3:54,67 | Canada · Justin Kripps · Ryan Sommer · Cam Stones · Ben Coakwell  | 3:55,09 |
| Simplu feminin detalii | Kaillie Humphries · Statele Unite ale Americii                                      | 4:19,27 | Elana Meyers · Statele Unite ale Americii                                        | 4:20,81 | Christine de Bruin · Canada                                       | 4:21,03 |
| Dublu feminin detalii  | Germania · Laura Nolte · Deborah Levi                                               | 4:03,96 | Germania · Mariama Jamanka · Alexandra Burghardt                                 | 4:04,73 | Statele Unite ale Americii · Elana Meyers Taylor · Sylvia Hoffman | 4:05,48 |